# Saint-Caprais-de-Lerm
Saint-Caprais-de-Lerm è un comune francese di 594 abitanti situato nel dipartimento del Lot e Garonna nella regione della Nuova Aquitania.

## Società

### Evoluzione demografica
Abitanti censiti